# Maria de Lurdes Rodrigues

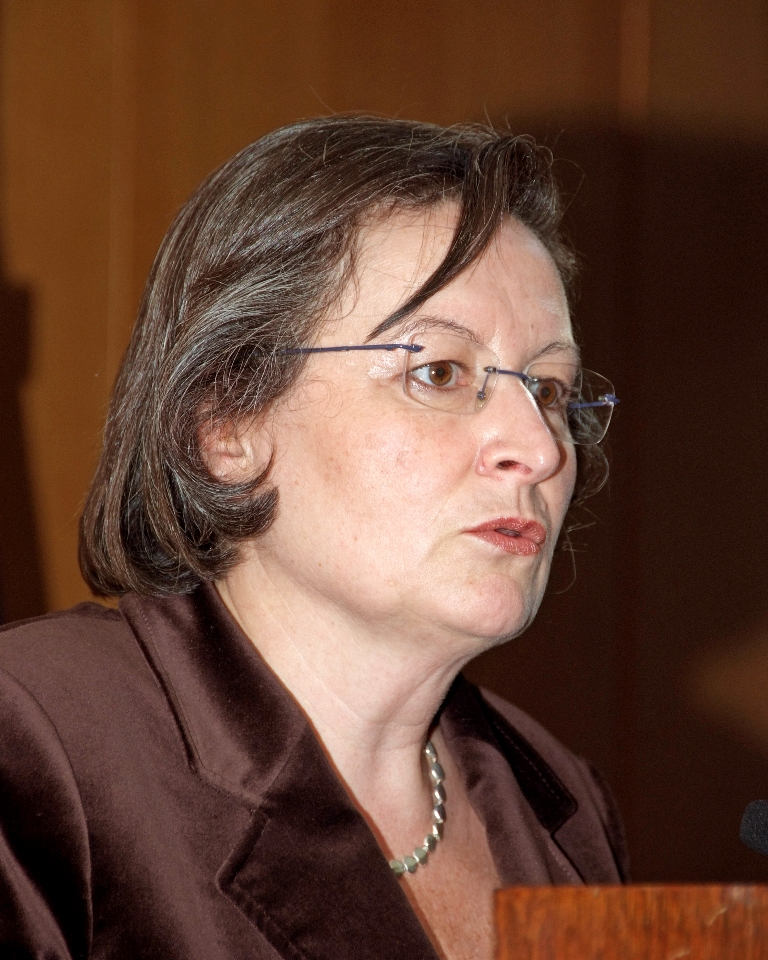
Maria de Lurdes Rodrigues

Maria de Lurdes Reis Rodrigues (* 19. März 1956 in Lissabon, Portugal), meist nur Maria de Lurdes Rodrigues, ist eine Soziologin und portugiesische Politikerin der Sozialistischen Partei. Vom 12. März 2005 bis zum 26. Oktober 2009 sie Bildungsministerin im Kabinett Sócrates I. Danach wurde sie durch Isabel Alçada abgelöst.
Rodrigues beendete 1984 ihr Studium der Soziologie am Lissabonner Institut für Arbeits- und Unternehmenswissenschaften mit der Lizenziatur (Licenciatura). 1996 habilitierte sie sich an der gleichen Einrichtung. Seit ihrem Abschluss dozierte sie auch am Institut.
Zwischen 1985 und 1989 war sie an der Einrichtung des historisch-sozialen Archivs der Portugiesischen Nationalbibliothek beteiligt. Zeitweise war sie die offizielle Repräsentantin in den OECD-Arbeitsgruppen NESTI (Working Party on National Experts on Science and Technology Indicators) und WPIIS (Working Party on Indicators for the Information Society). Zwischen 1996 und 2002 vertrat sie den portugiesischen Staat im Working Party of R&D and Innovation Survey der Eurostat. Maria de Lurdes Rodrigues fungierte von 1997 bis 2002 als Präsidentin des Observatório das Ciências e das Tecnologias (Beobachtungszentrum für Wissenschaft und Technologie) des portugiesischen Kulturministeriums.
Nach dem Sieg der Sozialistischen Partei bei den Parlamentswahlen 2005 berief Premierminister José Sócrates Maria de Lurdes Rodrigues als neue Ministerin für Bildung. Rodrigues setzte zahlreiche Reformen im portugiesischen Bildungssystem durch, unter anderem ein neues Bewertungssystem für Lehrer, nach dem wiederum die Gehaltsstufen eingeteilt werden, Änderungen am Beamtenstatus, Reduzierung des Einflusses der Lehrerschaft auf die Leitung der Schule und gleichzeitige Stärkung der Eltern als auch die Schließung zahlreicher Schulen, die sowohl von Schülern als auch von Lehrern stark kritisiert wurden. In zahlreichen Demonstrationen fordern diese den Rücktritt der Ministerin. Bei den beiden bisher größten Demonstrationen protestierten am 8. März 2008 zwischen 85.000 und 100.000 der insgesamt 143.000 portugiesischen Lehrer und am 8. November 2008 zwischen 100.000 und 120.000 der portugiesischen Lehrer in der portugiesischen Hauptstadt Lissabon gegen die Reformen der Regierung. Die Gewerkschaften protestieren nicht gegen alle Reformen an sich, sondern besonders gegen die übereilte Einführung des neuen, von ihnen als bürokratisch bezeichneten Systems.
Maria de Lurdes Rodrigues veröffentlichte zahlreiche Aufsätze und andere Werke.

## Werke (Auswahl)
- 1990: Empresários e Gestores da Indústria em Portugal (Unternehmer und Manager der Industrie in Portugal)
- 1993: Sociedade, Valores Culturais e Desenvolvimento (Gesellschaft, kulturelle Werte und Entwicklung)
- 1995: As Chefias Directas na Indústria (Management in der Industrie)
- 1997: Sociologia das Profissões (Soziologie der Berufe)
- 1999: Os Engenheiros em Portugal (Ingenieure in Portugal)